# Tyler Joseph

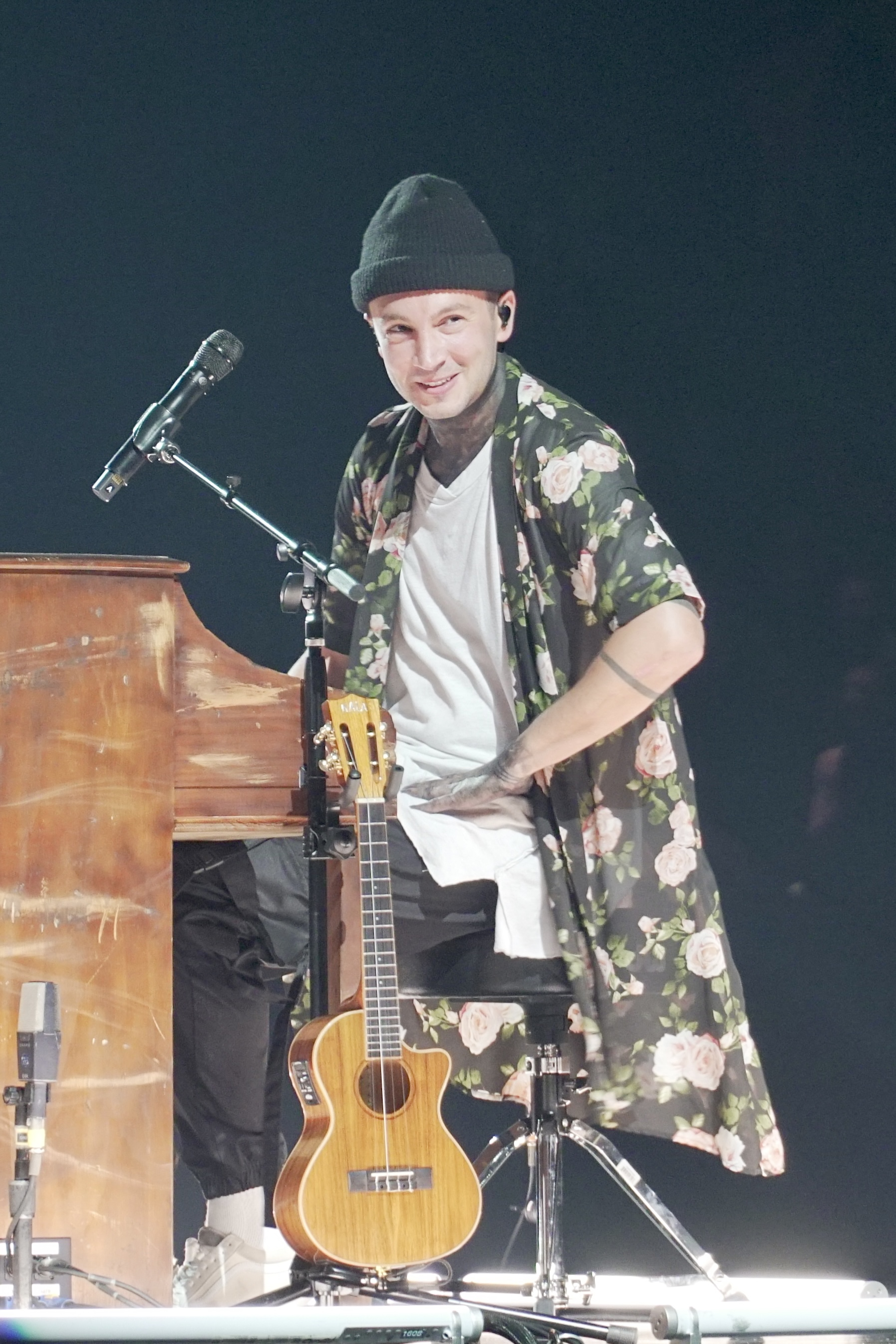
Tyler Joseph (2022)

Tyler Robert Joseph (* 1. Dezember 1988 in Columbus, Ohio) ist ein US-amerikanischer Sänger, Rapper, Multiinstrumentalist und Songwriter. Er ist Gründungsmitglied der Band Twenty One Pilots.

## Leben und Karriere
Tyler Joseph wurde 1988 in Columbus geboren. Er wuchs in einem konservativen und religiösen Haushalt auf. Sein Vater war der Direktor einer christlichen High School, die Joseph besuchte. Zuvor war er zu Hause von seiner Mutter unterrichtet worden, die ihn zudem einem strengen Basketball-Training unterzog, als er den Wunsch äußerte, diese Sportart betreiben zu wollen.
2009 gründete er die Alternative-Rock-Band Twenty One Pilots. Den Namen wählte er, weil er sich am College mit dem Theaterstück All My Sons von Arthur Miller beschäftigt hatte, in dem sich eine der Hauptfiguren für den Verlust von 21 im Einsatz gestorbenen Piloten rechtfertigen muss.
Seit 2011 ist Josh Dun das zweite Mitglied in diesem Musikerduo. Bereits vorher hatte Joseph die Alben Twenty One Pilots und Regional at Best veröffentlicht. Letzteres wurde lediglich in Form eines Mixtapes an Fans verteilt. Den Text zum Lied Holding on to You hatte er ebenfalls lange vor dem ersten Plattenvertrag geschrieben. Er ist seit März 2015 mit Jenna Black verheiratet. 2020 bekam das Paar eine Tochter, 2022 folgte die zweite. Im April 2024 wurden sie zudem Eltern eines Jungen. 

## Auszeichnungen
Grammy Awards
- 2017: Gewonnen in der Kategorie Best Pop Duo/Group Performance für den Song Stressed Out
- 2017: Nominierung in der Kategorie Bester Rocksong (Heathens für den Soundtrack des Films Suicide Squad)
- 2017: Nominierung in der Kategorie Bester Song geschrieben für visuelle Medien (Heathens für den Soundtrack des Films Suicide Squad)[6]
- 2019: Nominierung in der Kategorie Bester Rocksong (Jumpsuit)